# Paul Fridolin Kehr
Paul Fridolin Kehr (ur. 28 grudnia 1860 w Waltershausen, zm. 9 listopada 1944 w Wässerndorf koło Würzburga) – niemiecki historyk i dyplomatyk.

## Życiorys
Paul Fridolin był czwartym dzieckiem Karla Kehra, ówczesnego rektora szkoły zawodowej w Waltershausen. Ukończył gimnazjum w Halberstadt, gdzie w 1879 zdał maturę. Już wówczas okazywał zainteresowanie średniowieczną dyplomatyką, co dostrzegł dyrektor tego gimnazjum Gustav Schmidt. Dzięki jego pomocy Kehr w 1889 opublikował papieskie przywileje dla Saksonii z lat 1353–1378. W trakcie praktyk w wiedeńskim Institut für Österreichische Geschichtsforschung (1884/85) po raz pierwszy odwiedził Rzym, gdzie miał okazję zapoznać się z tamtejszymi bibliotekami i archiwami. W 1888 współpracował z Teodorem von Sickel przy edycji dokumentów cesarza Ottona III. W 1889 został privatdozentem, a następnie profesorem na uniwersytecie w Marburgu (1893). W 1896 objął profesurę na uniwersytecie w Getyndze. W latach 1903–1936 sprawował funkcję dyrektora Królewskiego Pruskiego Instytutu Historycznego w Rzymie (obecnie Deutsche Historische Institut in Rom). Był także dyrektorem Kaiser-Wilhelm-Institut für deutsche Geschichte (do 1941) oraz przewodniczącym centralnej dyrekcji instytutu Monumenta Germaniae Historica. W okresie I wojny światowej był generalnym dyrektorem pruskich archiwów w Berlinie.
Paul Kehr zasłynął głównie jako znawca średniowiecznej dyplomatyki papieskiej. Najbardziej znany jest z krytycznych edycji papieskich dokumentów z okresu do końca XII wieku na łamach czasopisma Nachrichten von der königlichen Gesellschaft der Wissenschaften zu Göttingen (tzw. Göttinger Papsturkundenwerk), wydanych przez niego także w formie regestów w wielotomowych publikacjach Italia Pontificia (papieskie przywileje we Włoszech) i Germania Pontificia (papieskie przywileje w Niemczech). Był też autorem wielu studiów dotyczących kancelarii cesarzy niemieckich oraz papieży w średniowieczu. W opublikowanym w 1920 r. studium Das Erzbistum Magdeburg und die erste Organisation der Christlichen Kirche in Polen jako pierwszy zakwestionował powszechnie wówczas akceptowany (także przez polskich historyków) pogląd o podległości polskiego Kościoła w X wieku metropolii magdeburskiej. W 1932 odznaczony Pour le Mérite za Naukę i Sztukę.

## Wybrane publikacje dostępne online
- Regesta pontificum Romanorum. Italia Pontificia. Vol. I-X. collections.stanford.edu. [zarchiwizowane z tego adresu (2006-02-23)]., Berlin 1906-1975 (Kehr był redaktorem tomów I-VIII)
- Die Urkunden Otto III., Innsbruck 1890
- Nachrichten von der königlichen Gesellschaft der Wissenschaften zu Göttingen z lat 1896-1914 (nie wszystkie tomy) – czasopismo zawierające publikacje Kehra z serii Göttinger Papsturkundenwerk